# Victòria Pujolar Amat
Pour les articles homonymes, voir Amat.
Victòria Pujolar Amat, née le 26 juillet 1921 à Barcelone et morte à Madrid le 24 juin 2017, est une résistante républicaine espagnole.
Militante du Parti socialiste unifié de Catalogne, elle est victime de la répression franquiste. Torturée et emprisonnée, elle connaît l'exil, d'abord à Toulouse en 1938, puis en Europe de l'Est, sans jamais abandonner la lutte antifasciste tout au long de sa vie.
Elle est également peintre et athlète. Elle participe aux Olympiades populaires de Barcelone en 1936, en réaction contre les Jeux olympiques de Berlin d'Hitler.

## Biographie

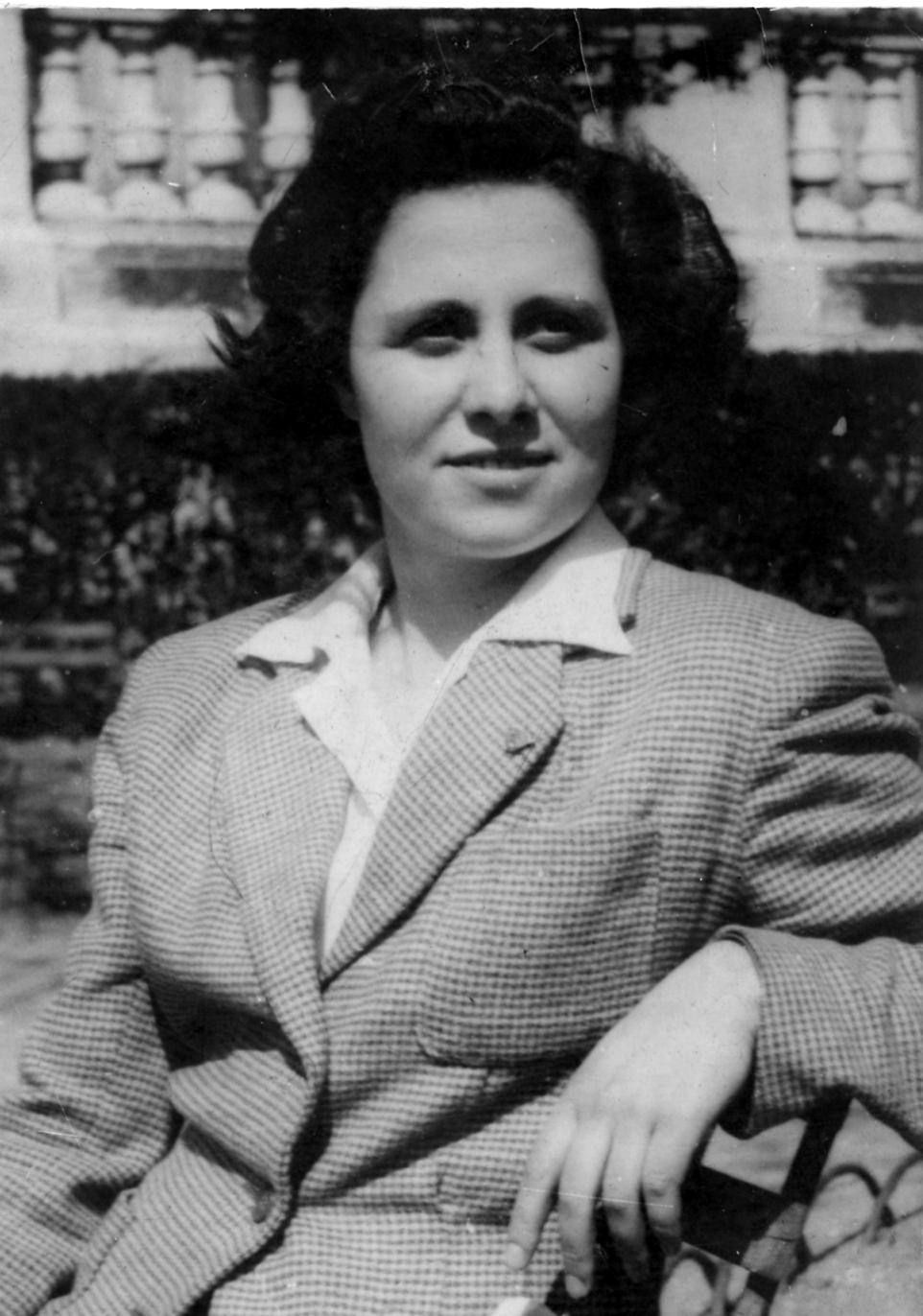
Victòria Pujolar Amat, photographie de Francesc Boix, 1947.

Durant la guerre d'Espagne, elle doit s'exiler en France avec sa famille en 1938.
Sous le gouvernement de Vichy et l'occupation, elle est arrêtée et internée au camp de concentration de Récébédou, qui emprisonne notamment les familles juives et républicaines espagnoles, à Portet-sur-Garonne, au sud de Toulouse. Elle réussit à s'enfuir, avec sa sœur et sa mère.
Membre des Jeunesses socialistes unifiées du Parti socialiste unifié de Catalogne, elle revient à Barcelone en 1944 pour se joindre à la résistance antifasciste.
Arrêtée, elle est torturée au commissariat de la Via Laietana par la Brigade politique et sociale franquiste. Elle est alors incarcérée à la Prison pour femmes de Les Corts de Barcelone.
Elle réussit à s'évader avec la complicité d'amis, traverse la frontière française et revient à Toulouse.
En 1947, elle rencontre le journaliste et dirigeant communiste Federico Melchor. Ils se marient et ont quatre enfants.
Le couple s'établit à Paris durant la Guerre froide, mais le gouvernement français décide d'expulser tous les dirigeants communistes étrangers. Le couple s'installe alors à Prague, où d'autres républicains, comme Teresa Pàmies, sont déjà installés.
Ensuite, le couple s'installe en Roumanie, où son époux Federico dirige la radio clandestine España Independiente (REI), dont le siège est à Bucarest. Y collaborent Josep Bonifaci i Mora et, plus tard, Jordi Solé Tura.    
Victòria est la première voix en catalan de la radio clandestine antifranquiste, utilisant quelquefois le pseudonyme de Montserrat Canigó, très symbolique de la résistance catalane contre la dictature.   
En 1966, la famille revient à Paris. Victòria travaille alors avec les grandes personnalités républicaines Dolores Ibárruri et Irene Falcón, jusqu'à la mort du dictateur Francisco Franco qui ouvre le chemin à la transition démocratique.  
La légalisation du Parti communiste d'Espagne, durant cette période, permet au couple de revenir en Espagne. 
Victòria se consacre alors à la peinture, exposant à Paris, en 1992, à Madrid, en 2002, ainsi que dans la bibliothèque Francesca Bonnemaison de Barcelone, dite La Bonne, en 2005.

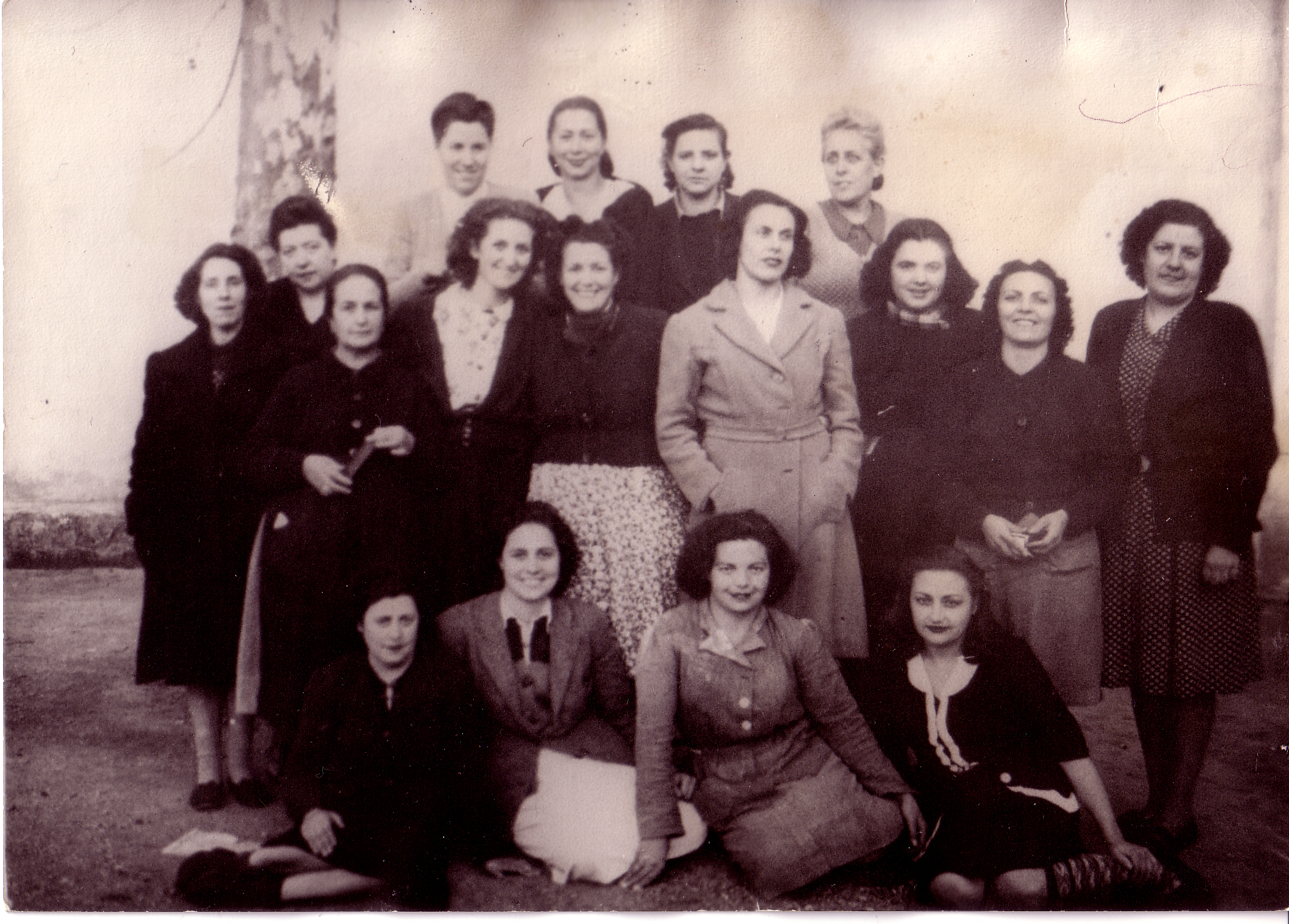
Victòria Pujolar Amat et ses camarades en 1945.
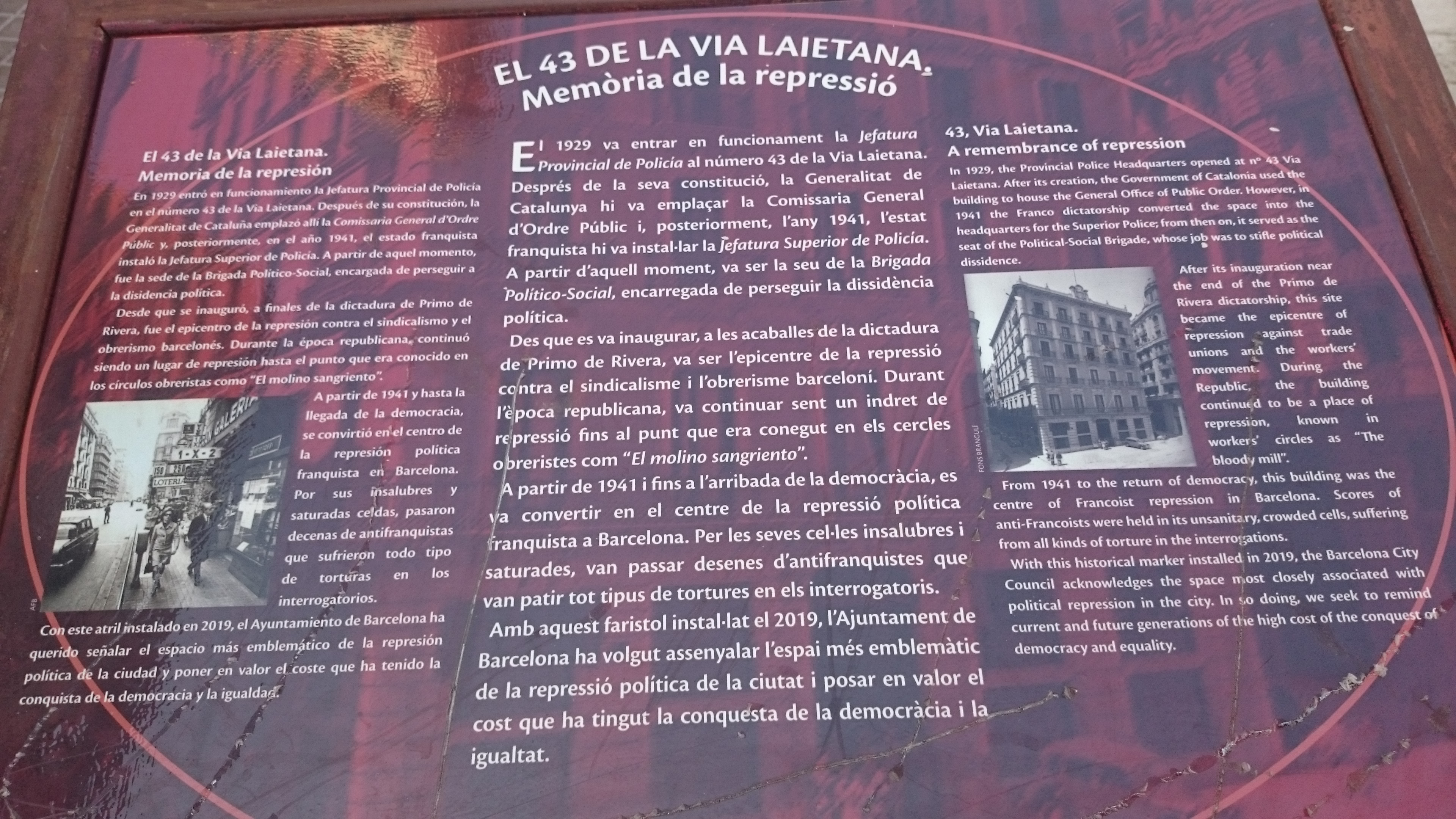
Panneau historique pour la mémoire historique, commissariat de la Via Laietana, à Barcelone.

## Postérité
Son fils, le cinéaste Jorge Amat, lui consacre en 2016 le documentaire La Mémoire de ma mère - Ma mère et la Génération de 1939, dans le cadre du travail de mémoire, notamment des femmes, durant la guerre d'Espagne et la dictature. 